# آلیس چالمرز
آلیس چالمِرز، شرکت صنایع سنگین آمریکایی مستقر در میلواکی، ویسکانسین بود، که در زمینه طراحی و ساخت ماشین‌آلات کشاورزی، ماشین‌آلات عمرانی، تجهیزات تولید قدرت و سامانه‌های انتقال قدرت فعالیت می‌نمود.
این شرکت در سال ۱۹۰۱ تأسیس شد.